# Chien courant grec
Le chien courant grec ou chien courant hellénique est une race de chiens originaire de Grèce. C'est un chien courant de taille moyenne, donnant une impression de force et de vigueur. La robe est noire et feu. Il s'agit d'un chien de chasse employé comme chien courant.

## Historique
Le chien courant grec est une race de chien autochtone à la Grèce d'origine probablement très ancienne quoique mal déterminée. La race est peut-être apparentée au chien courant italien.

## Standard

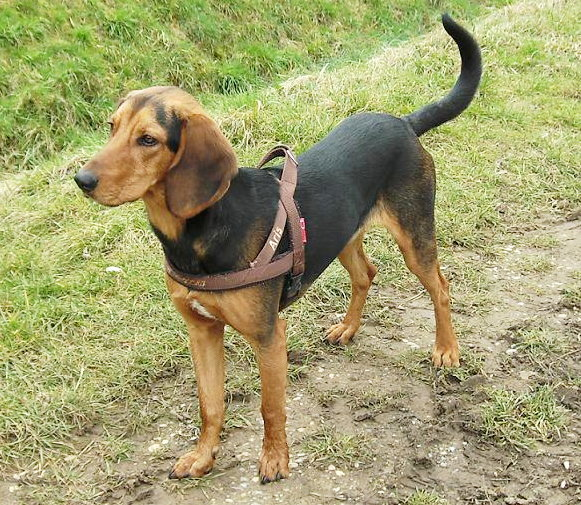
Une étoile blanche sur la poitrine est tolérée chez le chien courant grec.

Le chien courant grec est un chien de taille moyenne, donnant une impression de force et de vigueur. Attachée plutôt haut, la queue est grosse à la racine et diminue légèrement vers son extrémité. Elle arrive à la pointe du jarret et est portée en forme de sabre. 
La tête longue présente des lignes supérieures du crâne et du chanfrein divergentes. Le crâne est légèrement plat, avec une protubérance occipitale peu saillante. Le front est assez large, avec un sillon médiofrontal peu marqué. Le stop est peu prononcé. Les yeux de grandeur normale est de couleur marron. De longueur moyenne, les oreilles plates sont arrondies à l’extrémité inférieure. Attachées au-dessus de l’arcade zygomatique, elles sont arrondies à l’extrémité.
Le poil est ras, dense, un peu dur, bien uni et adhérant au corps. La robe est noire et feu. Une petite tache blanche à la poitrine est tolérée.

## Caractère
Le standard FCI ne donne pas de tempérament ou de caractère typiques de la race. En famille, c'est un chien très doux, affectueux et appréciant les enfants. C'est un chien actif et résistant.

## Utilité
Le chien courant grec est un chien de chasse utilisé comme un chien courant, seul ou en meute. L'odorat est très fin et la voix sonore est reconnue comme harmonieuse. Très endurant, il s'adapte à tous les terrains.